# Maria Anna Braunhofer
Répertoire
- Giacinta dans La finta semplice
- Die göttliche Gerechtigkeit' dans Die Schuldigkeit des ersten Gebots

Maria Anna Braunhofer (15 janvier 1748 - 20 juin 1819) est une soprano autrichienne. Elle a surtout connue pour avoir créé plusieurs rôles dans des œuvres de Wolfgang Amadeus Mozart.

## Biographie
Elle était la fille de F. J. Braunhofer, organiste à Mondsee. Elle a appris le chant à Venise (1761–64) à la charge de l'archevêque Sigismund von Schrattenbach et elle a été employée par la cour de Salzbourg. Elle a créé la partie de Die göttliche Gerechtigkeit (Divine Justice) dans Die Schuldigkeit des ersten Gebots de Mozart et elle a été Giacinta dans La finta semplice.

## Source
- (en) Cet article est partiellement ou en totalité issu de l’article de Wikipédia en anglais intitulé « Maria Anna Braunhofer » (voir la liste des auteurs).